# Taeniaptera feei
Taeniaptera feei är en tvåvingeart som beskrevs av Steyskal 1986. Taeniaptera feei ingår i släktet Taeniaptera och familjen skridflugor.
Artens utbredningsområde är Texas. Inga underarter finns listade i Catalogue of Life.